# Сектор завантажування
Се́ктор заванта́ження, завантажувальний сектор, бут-сектор (від англ. boot sector) або блок завантаження, завантажувальний блок (від англ. boot block) — ділянка на твердому диску, дискеті, оптичному диску або іншому пристрої зберігання даних, де міститься машинний код, що завантажується в ОЗП вбудованою в комп'ютерну систему прошивкою. Сектор завантаження має на меті забезпечувати під час процесу завантаження комп'ютера запуск програми (зазвичай операційної системи, але не обов'язково), що розміщена в тому ж пристрої зберігання даних. Розташування і розмір сектора завантаження залежить від платформи комп'ютера. 
Блок завантаження іноді називають початковим (первинним) завантажувачем (англ. stage1) або першим етапом завантаження операційної системи.
На IBM PC-сумісних комп'ютерах BIOS обирає завантажувальний пристрій, потім копіює вміст першого сектора пристрою в ОЗП за адресою 0x7C00 і передає керування цьому кодові. На інших платформах процес може трохи різнитися.

## Зловмисне ПЗ для сектора завантаження
Оскільки код, що міститься в секторі завантаження, виконується автоматично, існує ціла родина комп'ютерних вірусів, особливістю яких є зараження завантажувального сектора — завантажувальні віруси. Для уникнення цього часто BIOS має можливість запобігти запису в завантажувальні сектори під'єднаних твердих дисків. Найбільшу загрозу завантажувальні віруси становили в часи флоппінету, коли мережеві технології були ще нерозвинені й користувачі ПК обмінювалися програмним забезпеченням за допомогою дискет.
Іншим різновидом зловмисного ПЗ для завантажувального сектора є буткіти — підмножина руткітів. Вони, щоби забезпечити найвищі привілеї в системі, змінюють завантажувач операційної системи (й завантажувальний сектор) так, щоб спершу керування отримував код буткіта, а тоді вже він керував завантаженням ОС і додавав свій драйвер рівня ядра, про який ОС може й не здогадуватися. 